# Batalha do Pasto
A Batalha do Pasto foi uma pequena batalha durante a Revolução do Texas, travada entre o Exército Mexicano e o Exército Texiano. A batalha teve lugar no dia 26 de novembro de 1835, ao sul de San Antonio de Béxar no Texas Mexicano (atual San Antonio, Texas, Estados Unidos). A Revolução do Texas tinha começado oficialmente em 2 de outubro e até o final do mês, os texianos haviam iniciado um cerco de Bexar, lar da maior guarnição mexicana na província. Entediado com a inatividade, muitos dos soldados nativos texianos voltaram para casa, um menor número de aventureiros dos Estados Unidos chegou a substituí-los. Depois que o Exército rejeitou comandante-em-chefe texiano Stephen F. Austiné chamada para lançar um assalto em Bexar em 22 de novembro, Austin resignou do exército. Os homens eleitos Edward Burleson seu novo comandante-em-chefe.

## Antecedentes
Em 2 de outubro de 1835, os colonos do Texas atacaram uma força mexicana na Batalha de Gonzales, iniciando formalmente a Revolução do Texas. Após o término da batalha, os colonos descontentes continuaram-se a reunir em Gonzales, ansiosos para pôr um fim decisivo no controle mexicano sobre a área. Em 11 de outubro os voluntários desorganizado eleito Stephen F. Austin, que tinha resolvido o Inglês-speaking primeiros colonos no Texas, como seu comandante-em-chefe. Vários dias depois, Austin marchou com seu recém-criado Exército Texian em direção a San Antonio de Bexar , onde o general Martín Perfecto de Cos, cunhado do presidente mexicano Antonio López de Santa Anna, supervisionou a guarnição na Alamo.  No final de outubro, os texanos iniciaram o cerco de Béxar.
Os voluntários texanos tinham pouca ou nenhuma experiência como soldados profissionais e, no início de novembro, muitos começaram a perder suas casas. Como o tempo ficou mais frio e rações cresceu menores, muitos soldados ficaram doentes, e grupos de homens começaram a sair, a maioria sem permissão. Em 18 de novembro, no entanto, um grupo de voluntários dos Estados Unidos, conhecida como a Nova Orleans Greys, se juntou ao Exército Texian. Ao contrário da maioria dos voluntários Texian, os Greys olhou como soldados, com uniformes, mantido bem rifles, munição adequada, e alguma semelhança da disciplina. Os Greys, bem como várias empresas de Texians que tinha chegado recentemente, estava ansioso para enfrentar o exército mexicano diretamente. Incentivado por seu entusiasmo, em 21 de novembro, Austin ordenou um ataque em Bexar na manhã seguinte. Vários de seus funcionários sondados os soldados naquela noite e descobriu que menos de 100 homens estavam dispostos a lançar um ataque em Bexar, Austin, em seguida, cancelado suas ordens. Dentro de dias Austin renunciou a seu comando para se tornar um comissário para os Estados Unidos; Texians eleito Edward Burleson como seu novo comandante.

## A batalha
Às 10 horas da manhã de 26 de novembro, scout Texian Erasto "Surdo" Smith montou acampamento em relatar que uma tropa de mulas e cavalos, acompanhados por soldados mexicanos 5-10, estava dentro de cinco milhas (8,0 km) de Bexar. Por vários dias, o Texians tinha ouvido rumores de que o Exército Mexicano estava esperando um carregamento de ouro e prata para pagar a compra de suprimentos e tropas adicionais. O Texians haviam lutado sem pagar, e mais queria responsável do acampamento e saquear as riquezas que o esperado. Burleson acalmou a multidão e, em seguida, ordenou o coronel James Bowie tomar 35-40 homens montados para investigar, mas o ataque só se for necessário. Depois de Bowie recrutados pelo exército 12 melhores atiradores para a expedição, havia pouca dúvida de que ele pretendia encontrar uma razão para atacar. Burleson conseguiu deter o exército inteiro de seguir enviando coronel William Jack com 100 de infantaria de apoio de homens Bowie.
Cerca de uma milha (1,6 km) de Bexar, Bowie e seus homens avistaram a soldados mexicanos atravessando uma ravina seca.[1] Esta foi provavelmente perto da confluência do Alazán, Apache, e San Pedro angras.[5] de homens Bowie cobrado o festa mexicana, dispersando as mulas.[4] As forças montado trocaram fogo, e então ambos os lados desmontado e se esconderam em streambeds seca. As forças mexicanas contra-atacaram, mas foram repelidos.[1] Em Bexar, General Porque viu a batalha começa e enviou 50 de infantaria e um canhão para dar cobertura para que a cavalaria poderia recuar para a cidade.[1] Texian A infantaria também ouviu os disparos iniciais e correu em direção à batalha, em um ponto vadear através de profundidade de água na cintura. Eles se aproximaram do campo de batalha durante um período de calmaria. A ausência de ruído tornou difícil para eles para saber onde estavam as tropas mexicanas, e os Texians ficaram surpresos ao encontrar-se entre a cavalaria ea infantaria do México. Como as tropas mexicanas começaram a atirar, as tropas de infantaria Texian caiu no chão. O coronel Thomas Rusk levou um grupo de 15 em um ataque na próxima cavalaria mexicana, como os cavaleiros fugiram da infantaria Texian era capaz de correr para cobrir.[1]
A cavalaria Texian juntou seus soldados de infantaria.[1] do pai Burleson, James Burleson, levou um avanço da cavalaria sobre a posição do México, gritando: "Rapazes, temos apenas uma vez para morrer, eles estão aqui na vala. Charge-los!"[6] A artilharia mexicanos dispararam três vezes, dirigindo o Texians volta. Três vezes a cavalaria mexicana tentou tomar um pequeno aumento para dar a melhor posição de artilharia, que foram repelidos. A infantaria do México, em seguida, atacou. Rusk escreveu sobre o ataque mexicano: "Estes homens avançado com grande frieza e coragem sob fogo destruidor dos nossos homens, preservando ... estrita ordem e exibindo nenhuma confusão."[6] A infantaria abandonou seu cargo quando eles perceberam que Texian James Swisher levou um grupo de cavalaria para tentar tirar o canhão do México.[6] As forças mexicanas, em seguida, retirou-se para Bexar.

## Consequências
Quatro texanos ficaram feridos nos combates e um soldado desertou durante a batalha. Em seus relatos, Burleson afirmou que 15 soldados mexicanos foram mortos e sete feridos, enquanto Bowie declarou que 60 soldados mexicanos tinham sido mortos. Em seu livro Texans in Revolt: the Battle for San Antonio, 1835, o historiador Alwyn Barr afirmou que apenas três soldados mexicanos foram mortos e 14 feridos, a maioria das vítimas eram das companhias de cavalaria. Burleson elogiou todos os seus oficiais por sua conduta, Bowie recebeu o maior destaque. A menor menção é dada ao Tenente Salvador Flores e suas tropas Tejano que também participaram do combate.
O texianos capturado 40 cavalos e mulas. Para sua surpresa, os alforjes não continha ouro. Em vez disso, as mulas estava carregando acabada de cortar capim para alimentar os cavalos mexicano preso em Bexar. Este prémio deu a batalha seu nome. Embora o noivado, que o historiador JR Edmondson denominado um "affair ridículo", não render pilhagem valioso, ele serviu para unir o Exército texiana. Dias antes, o exército tinha sido amargamente divididos e dispostos a arriscar um cerco prolongado ou assalto. Com seu sucesso na grama Fight, no entanto, os soldados texiana começaram a acreditar que, embora em menor número, eles poderiam prevalecer sobre a guarnição Béxar. Os texanos acreditavam que deve ter sido desesperado para enviar tropas fora da segurança dos Béxar.
Vários dias depois, em 1 de dezembro, um punhado de americanos convencidos Cos Béxar para permitir a passagem livre da cidade. Embora tivesse prometido deixar o país, os homens, incluindo Samuel Maverick, em vez entrou para o Exército texiana e forneceu informações sobre as defesas do México e da moral baixo, dentro da cidade. Estimulado por seus Grass Luta vitória, em 05 de dezembro de texianos lançou um ataque em Béxar; Cos se  rendeu em 9 de dezembro. Como condição de sua liberdade condicional, as tropas mexicanas foram forçados a deixar a província, deixando o Texas colonos em pleno controle.